# Ateleute retorsa
Ateleute retorsa là một loài tò vò trong họ Ichneumonidae.